# Amalie Joachim
Amalie Joachim (de soltera Schneeweiss, Maribor, 10 de maig de 1839 - Berlín, 3 de febrer de 1899) va ser una cantant austríaca, activa en la segona meitat del segle xix.
Son pare, músic distingit i compositor vienès, educà la seva filla en la música i el cant, essent tal les disposicions de la deixebla, que ben aviat arribà a ocupar el distingit càrrec de primera cantant-actriu del Teatre Reial de Hannover. El 1863 es casà amb el cèlebre violinista Joseph Joachim, qui llavors ocupava el càrrec de mestre de la Reial Capella d'aquella ciutat. Quan el seu espòs deixà el 1866 la seva plaça amb motiu de l'ocupació de Hannover per Prússia, Amalie es dedicà exclusivament als concerts i oratoris.